# تگوسیگالپا
تِگوسیگالپا یا تِخوسیخالپا (به اسپانیایی: Tegucigalpa‎) پایتخت کشور هُندوراس در آمریکای مرکزی است. تگوسیگالپا همچنین مرکز استان فرانسیسکو مورازان هم هست. جمعیت کلانشهریِ آن در سال ۲۰۰۶ برابر با ۱٬۶۸۲٬۷۲۵ نفر بود. صنایع این شهر عبارت‌اند از نساجی، تولید شکر و سیگارسازی.
تگوسیگالپا بزرگ‌ترین شهر هندوراس است و در ارتفاع حدود ۱۰۰۰ متری واقع شده است. این شهر در میانه یک رشته کوه قرار دارد و جنگل‌های کاج پیرامون آن را پوشانده‌اند. این شهر دارای آب و هوای نیمه‌گرمسیری و مرطوب با یک فصل خشک از نوامبر/دسامبر تا آوریل است. سوءاستفاده از مواد مخدر، فقر، دزدی از منزل و ماشین، تجاوز جنسی، گروگان‌گیری، کیف گاپی، بد رفتاری و فساد دولتی تگوسیگالپا را به نا امن‌ترین شهر جهان تبدیل کرده است.

## تاریخچه
این شهر در دره‌ای به همین نام و در بلندای ۳٬۲۵۰ پایی واقع شده‌است.
نام آن از واژه تِگوز-گالپا در زبان سرخ‌پوستی ناهوآتل گرفته شده که به معنی «تپه‌های نقره‌ای» است.
این شهر در ۲۹ سپتامبر ۱۵۷۸ توسط اسپانیایی‌ها بنا نهاده شد و در ۳۰ اکتبر سال ۱۸۸۰ در زمان رئیس‌جمهور مارکو آرلیو سوتو پایتخت کشور شد.
این منطقه مرکز استخراج معادن طلا و نقره بود، و فاتحان اسپانیایی در معادن آن مردم محلی را به کار می‌گرفتند. تگوسیگالپا در زمان استعمار هنوز یک شهرک صنعتی بیش بود و پایتخت این منطقه تروخیلو بود که در ساحل قرار داشت.
در سده ۱۸ معادن پس از جاری شدن سیل و از دست رفتن تولید بسته شدند و این شهر سپس برای درآمد خود به ترابری کالا از ساحل اقیانوس آرام به سواحل کارائیب روی آورد.
در آغاز سده ۱۹، تگوسیگالپا به‌اندازه کافی بزرگ شده‌بود که بتوان به آن شهر گفت. در تاریخ ۱۱ دسامبر سال ۱۸۲۱ تگوسیگالپا رسماً به عنوان شهر رسمیت یافت. در سده ۱۹، چینی‌ها و اعراب در تگوسیگالپا، مستقر شده و به دادوستد پرداختند.
مهاجرت اعراب پس از پنجاه سال متوقف شد اما مهاجرت چینی‌ها همچنان ادامه دارد. مردم هر دو گروه امروز در تگوسیگالپا یافت می‌شوند.
در زمان جمهوری آمریکای مرکزی در سال ۱۹۲۱، تگوسیگالپا به عنوان منطقه فدرال و پایتخت این جمهوری کوتاه‌مدت برگزیده شد. این جمهوری کشورهای السالوادور، گواتمالا و هندوراس را در بر می‌گرفت.

## موزه‌ها
- گنجینه ملی ویلروی (Museo Nacional Villaroy)
- موزه مردمشناسی (Museo del Hombre)
- موزه تاریخ نظامی (Museo Histórico Militar)
- سالا بانکاتلان (Sala Bancatlán)
- نگارخانه هنر ملی (Galería de Arte Nacional)
- موزه تاریخ طبیعی (Museo de Historia Natural)

## مراکز خرید
- مرکز خرید مولتی‌پلازا (Multiplaza)
- میدانگاه میرافلورس (Plaza Miraflores)
- مرکز خرید مگاپلازا (Megaplaza)
- بازار کمایاگوئلا (Los Mercados de Comayagüela)
- مرکز خرید ال‌دورادو (El Dorado)

## شهر خواهر
- تایپه، تایوان